# Opioïden
Opioïden of morfinomimetica zijn analgetica (pijnstillers). De meeste van deze stoffen hebben min of meer dezelfde pijnstillende werking als morfine, vaak zijn ze echter vele malen krachtiger. Verschillende opioïden zijn verslavend, bij onjuist of overmatig gebruik vaak zeer schadelijk en vrijwel alle staan daarom op lijst 1 van de Opiumwet. Daarmee zijn bijna al deze stoffen harddrugs voor de Nederlandse wet. Andere benamingen voor opioïden zijn:
- centraal werkende analgetica (pijnstillers die op het centraal zenuwstelsel werken);
- narcotische analgetica;
- narcotica;
- de grote pijnstillers.

## Naamgeving en geschiedenis
Het begrip opioïde (of morfinomimeticum) duidt op producten die hun oorsprong vinden in ruwe opium, het gedroogde melksap van de papaver (Papaver somniferum). Een alcoholisch extract van opium was laudanum. De bedwelmende en pijnstillende werking van opium is reeds lang bekend. Men heeft de werkzame bestanddelen (zoals morfine) weten te isoleren, en vervolgens te modificeren om de bijwerkingen te reduceren.

## Werking
In tegenstelling tot een andere grote groep pijnstillers, de NSAID's (niet steroïdale anti-ontstekingsmiddelen), hebben opioïden geen ontstekingsremmend effect. Zij remmen de pijngewaarwording doordat zij zich aan bepaalde receptoren (opioïde receptoren) in het centraal zenuwstelsel binden. Zij hebben daarmee een werking die lijkt op die van de lichaamseigen pijnstillers, de opioïde peptides zoals endorfines, dynorfines en enkefalines. Deze drie stoffen zijn alle neuropeptiden (kleine eiwitten in het centraal zenuwstelsel die min of meer als hormoon fungeren). Daarom zijn opioïden vaak verslavend.

## Verslavingsrisico
Vanwege de kans op verslaving is in de klinische praktijk vaak sprake van enige terughoudendheid met betrekking tot het gebruik van verschillende opioïden zoals morfine; niet alleen omdat ze vaak verslavend zijn, maar ook omdat er gemakkelijk tolerantie kan optreden. Het therapeutisch gebruik van opioïden in het kader van een pijnbehandeling blijkt vaak niet tot grote problemen te leiden. Toch kan het gebruik vaak gemakkelijk aanleiding geven tot lichamelijke afhankelijkheid, wat wil zeggen dat bij plotseling staken de patiënt ontwenningsverschijnselen kan ontwikkelen. Opioïden dienen dan ook altijd geleidelijk te worden afgebouwd.

## Verschil tussen opioïde en opiaat
Een opioïde wordt soms ook wel opiaat genoemd. Het verschil tussen beide benamingen is echter lang niet altijd even duidelijk, en ze worden in de literatuur en handboeken dan ook door elkaar gebruikt. Een indeling die algemeen aanvaard is, is de volgende:
- Opiaten zijn stoffen die uit opium worden geraffineerd, zoals morfine en codeïne. Maar ook de derivaten van deze stoffen waarbij chemische modificaties zijn aangebracht, zoals heroïne, nicomorfine, hydromorfon en 14-methoxymetopon.
- Opioïden zijn alle stoffen die reageren op de opioïde receptoren, dus ook de lichaamseigene stoffen die door het lichaam zelf worden aangemaakt bij bijvoorbeeld inspanning (zoals endorfine). Tevens de volledig synthetische stoffen zoals methadon, fentanyl en analogen, oxycodon, pethidine en piritramide.

## Lijst van opioïden
- 14-methoxymetopon: een uiterst krachtige pijnstiller, 500x (systemisch) tot 1.000.000x (spinaal of supraspinaal) krachtiger dan morfine
- alfentanil: voor anesthesie ontwikkelde snelle kortwerkende pijnstiller
- apomorfine: gebruikt voor de behandeling van de ziekte van Parkinson
- buprenorfine: een pijnstiller en substituut bij opiaatverslaving
- butorfanol: 7x krachtiger pijnstiller dan morfine, onder andere gebruikt in de diergeneeskunde
- carfentanil: een derivaat van fentanyl, een uiterst sterk middel, gebruikt in de veterinaire geneeskunde om grote dieren te verdoven; 10 mg is voldoende voor een volwassen olifant, 10.000x zo sterk als morfine
- codeïne: hoestonderdrukker, matige pijnstiller, wordt ook als diarreeremmer voorgeschreven. Gevaarlijk in combinatie met andere opiaten, zoals tramadol en morfine, en benzodiazepinen.[1]
- dextromethorfan: kriebelhoestonderdrukker
- dextromoramide: 3x sterker dan morfine, snel werkend tegen pijn bij kanker, 3x sterkere euforische drug dan heroïne, in meeste landen zeer beperkt verkrijgbaar wegens het verslavende effect
- dextropropoxyphene: milde pijnstiller, meestal vermarkt in combinatie met paracetamol, is in de meeste landen uit de markt genomen wegens risico's op fatale overdosis
- dihydrocodeïne: gelijkaardig aan codeïne
- dihydroetorphine: zeer sterke pijnstiller 1.000x tot 12.000x sterker dan morfine
- difenoxin: behandeling van diarree
- eluxadoline: tegen buikpijn, bij mensen met het prikkelbaredarmsyndroom
- etorfine: een 1.000x tot 3.000x sterkere pijnstiller dan morfine gebruikt bij verdoven van grote dieren, zoals olifanten  in de diergeneeskunde
- fentanyl: een 80x sterkere pijnstiller dan morfine, in de VS grotendeels oorzaak van de opioïdencrisis
- hydrocodon: krachtige pijnstiller en hoestonderdrukker, verkrijgbaar in combinatie met paracetamol of ibuprofen, voor langdurige zware pijnbestrijding (1,5x sterker dan morfine)
- hydromorfon: een 10x krachtiger pijnstiller dan morfine
- ketobemidone: sterke pijnstiller, even sterk als morfine
- loperamide: medicijn tegen diarree
- meptazinol: voornamelijk gebruikt om pijn van de weeën te behandelen tijdens de bevalling, pijnstillende werking 0,1x zo sterk als morfine
- methadon: een morfine-agonist, afkickmiddel voor heroïneverslaafden (2x sterker dan morfine)
- methylnaltrexon: krachtig laxeermiddel
- metopon: derivaat van hydromorfon
- morfine: sterke pijnstiller, neemt benauwdheid weg bij gevorderde kanker en terminaal COPD
- nalbufine: pijnstiller (0,6x morfine)
- nalmefeen: gelijkaardige structuur en werking als naltrexon
- naloxon: een opioïde antagonist en tegengif tegen overdosis opioïden
- naltrexon: een opioïde tegen ontwenningsverschijnselen bij alcoholverslaving
- nicomorfine: 2x sterker dan morfine
- nitazenen: een groep van uiterst krachtige synthetische opioïden, 500 tot 800x sterker dan morfine
- ohmefentanyl: een van de krachtigste pijnstillers (18.000x morfine), gebruikt in de diergeneeskunde bij de anesthesie van grote dieren zoals olifanten
- oxycodon: een krachtige pijnstiller, 2x sterker dan morfine, vaak voorgeschreven na operatie en bij kanker
- oxymorfon
- pentazocine: pijnstiller (0,3x zo sterk als morfine)
- pethidine: pijnstiller gebruikt tijdens bevalling
- piritramide: acute pijnstiller, wordt geïnjecteerd, 0,75x zo sterk als morfine
- prodine: een analogon van pethidine, pijnstiller bij bevallingen en tandheelkunde
- remifentanil: een anestheticum, momenteel de kortst werkende opioïde
- sufentanil: een 500x sterkere pijnstiller dan morfine
- tapentadol: verlicht ernstige chronische pijn
- tilidine: pijnstiller alleen verkrijgbaar met antagonist naloxon, om misbruik te bemoeilijken (0,1-0,2x zo sterk als morfine)
- tramadol: een pijnstiller voor onder andere neuropathische pijn (0,1x zo sterk als morfine). Tramadol staat als een van de weinige niet in lijst I van de Opiumwet, maar in lijst 2.

## Gebruik en verslaving in Nederland
Het aantal medicinale gebruikers van opioïde pijnstillers is in Nederland sterk gegroeid. Oxycodon werd in 2007 gebruikt door 75.000 patiënten; in 2017 kende oxycodon 490.000 gebruikers en 2021 600.000. Jaarlijks worden 1 miljoen mensen behandeld met opioïden. In 2017 gebruikten 218.000 patiënten langer dan drie maanden.
Nederland kent ongeveer 14.000 problematische opiatengebruikers, voornamelijk oudere heroïnegebruikers. In 2015 waren 9000 mensen met een primaire verslaving aan opioïden in behandeling voor hun verslaving. Hiervan hebben 6000 nog een secundaire verslaving aan vooral crack of cocaïne (45%). In 2006 waren er nog 15.000 mensen onder behandeling. 
In 2006 stierven 52 mensen direct aan overdosis opioïde, in 2016 74, 2017 127 mensen, in 2022 170. De sterke stijging is nog niet eenduidig verklaard. Opioïden zijn in 2020 verantwoordelijk voor de helft van het aantal dodelijke overdoses in Nederland.

## Gebruik en verslaving in andere landen
In de Verenigde Staten heeft overmatig gebruik van opioïde pijnstillers geleid tot een epidemische dodelijke opioïdencrisis. Inmiddels zijn daar anno 2024 als gevolg van misbruik van opioïden al honderdduizenden doden te betreuren.
Ook in België groeit het gebruik. In 2018 kregen 1,1 miljoen mensen minstens eenmaal een opioïde voorgeschreven. In 2006 waren dit er 600.000.

## Gebruik, bijwerkingen en levensverwachting bij kankerpatiënten
30-50% van alle patiënten met kanker ervaren ernstige pijn. Dit heeft bij 75-90% van de patiënten met een vergevorderde kanker effect op het dagelijks leven. Opioiden zoals morfine, fentanyl, oxycodone en codeïne hebben als bijwerkingen: 
1. Beïnvloed het bewustzijn
2. Beïnvloed de eetlust en  het dorstgevoel
3. Duizeligheid
4. Hallucinaties
5. Stemmingswisselingen
6. Fysieke zwakte/ verminderde energie
7. Misselijkheid en braken
8. Constipatie of diarree
9. Maagklachten
10. Slikproblemen
11. Dehydratatie
12. Een droge mond

De mate van bijwerkingen is afhankelijk van de dosis van de opioïden en met welke snelheid deze dosis verhoogd wordt. Patiënten met kanker zouden sneller gewend raken aan de bijwerkingen van opioïden als de dosis stabiliseert en/of als deze met een traag tempo wordt opgebouwd. Een hoge dosis morfine vermindert de pijn en zorgt op deze manier voor een langere overleving. Hoe hoger de pijnscore, hoe korter de overleving. Een doelgerichte pijnbehandeling verlicht het lijden van de patiënt met kanker en zorgt voor een verbetering van de levenskwaliteit. Hoe hoger de dosis morfine die patiënten toegediend krijgen, hoe slechter waarschijnlijk hun levensverwachting is en hoe korter de overleving.